# Paolo Pagliaro
Paolo Pagliaro (Bolzano, 7 marzo 1951) è un giornalista e autore televisivo italiano.

## Biografia
È stato corrispondente da Vienna de il manifesto, redattore de L'Alto Adige, capocronista de Il Mattino di Padova, redattore capo de La Repubblica e vicedirettore de L'Espresso. Ha diretto L'Adige, La Cronaca di Verona e Il Mattino dell'Alto Adige. Nel 1996 ha fondato l'agenzia giornalistica 9Colonne, della quale è direttore. Nel 2013 è stato insignito del "Premio giornalistico Amerigo" nella sezione Agenzie Giornalistiche, nel 2018 del premio televisivo "Dillo in sintesi" e nel 2019 del "Premio Caccuri" per il giornalismo.
Politicamente orientato a sinistra, dal 2008 è coautore, con Lilli Gruber, della trasmissione TV Otto e mezzo, sul canale LA7, per la quale cura l'editoriale Il punto di Paolo Pagliaro.

## Opere
- Punto. Fermiamo il declino dell'informazione, Il Mulino, 2017
- Borsa e valori, con Giampietro Nattino e Maura Liberatori, FrancoAngeli 2022
- Cinque domande sull’Italia, Il Mulino, 2022